# Mordechai Limon
Pour les articles homonymes, voir Limon.
Mordechai Limon (né le 3 janvier 1924 à Baranowicze en Pologne (aujourd'hui Baranavitchy en Biélorussie) et mort le 16 mai 2009) est le quatrième commandant de la marine israélienne, du 14 décembre 1950 au 1er juillet 1954.
Il fait son aliyah en Palestine en 1932 et grandit à Tel Aviv.
Durant la Seconde Guerre mondiale, il rejoint le Palmach puis le Palyam.
Il supervise l'opération des vedettes de Cherbourg avant d'être chassé de France.
À son enterrement, Shimon Peres déclara : « nous avions une armée sans tanks et une armée sans marine ».